# Hodoedocus ribauti
Hodoedocus ribauti är en insektsart som beskrevs av Evans 1955. Hodoedocus ribauti ingår i släktet Hodoedocus och familjen dvärgstritar. Inga underarter finns listade i Catalogue of Life.